# Marcin Kamiński (szachista)
Marcin Kamiński (ur. 10 marca 1977 we Wrocławiu) – polski szachista, arcymistrz.

## Kariera szachowa
Poznał szachy w wieku 4 lat. Od końca lat 80. był czołowym polskim juniorem. W 1989 roku w Portoryko zdobył tytuł mistrza świata juniorów w kategorii do 12 lat. Dwa lata później w Warszawie powtórzył ten sukces w kategorii do 14 lat. W 1993 roku zdobył srebrny medal na mistrzostwach Europy juniorów. W latach 1994–1998 czterokrotnie awansował do finałów indywidualnych mistrzostw Polski seniorów. W tym czasie trzykrotnie reprezentował kraj na olimpiadach szachowych w Moskwie (1994), Erywaniu (1996) i Eliście (1998). Ogółem rozegrał na olimpiadach 28 partii z bilansem +12 -4 =12 (64,3%), w 1998 roku jako pierwszy rezerwowy zdobył brązowy medal indywidualnie za wynik +4 -0 =4 (75%). Międzynarodowa Federacja Szachowa FIDE przyznała mu tytuł arcymistrza w 1996 roku. Pod koniec lat dziewięćdziesiątych, mimo przynależności do ścisłej czołówki polskich szachistów, zrezygnował z reprezentowania kraju i udziału w prestiżowych turniejach. Podjął studia informatyczne na Uniwersytecie Teksasu w Dallas. W 2002 roku drużyna uniwersytecka z jego udziałem zdobyła tytuł akademickiego mistrza Stanów Zjednoczonych. Wspólnie z Pawłem Blehmem założył firmę Chessaid zajmującą się treningiem szachowym przez Internet.
Najwyższy ranking w karierze osiągnął 1 stycznia 1997 r., z wynikiem 2540 punktów zajmował wówczas trzecie miejsce (za Michałem Krasenkowem i Aleksandrem Wojtkiewiczem) wśród polskich szachistów.